# Barbus huguenyi
Espèce
Statut de conservation UICN

 EN B1ab(iii)+2ab(iii) : En danger
Barbus huguenyi est une espèce de poisson à nageoires rayonnées de la famille des Cyprinidés.
Il vit en eau douce en Guinée et au Liberia.